# Synagoga w Gwoźdźcu

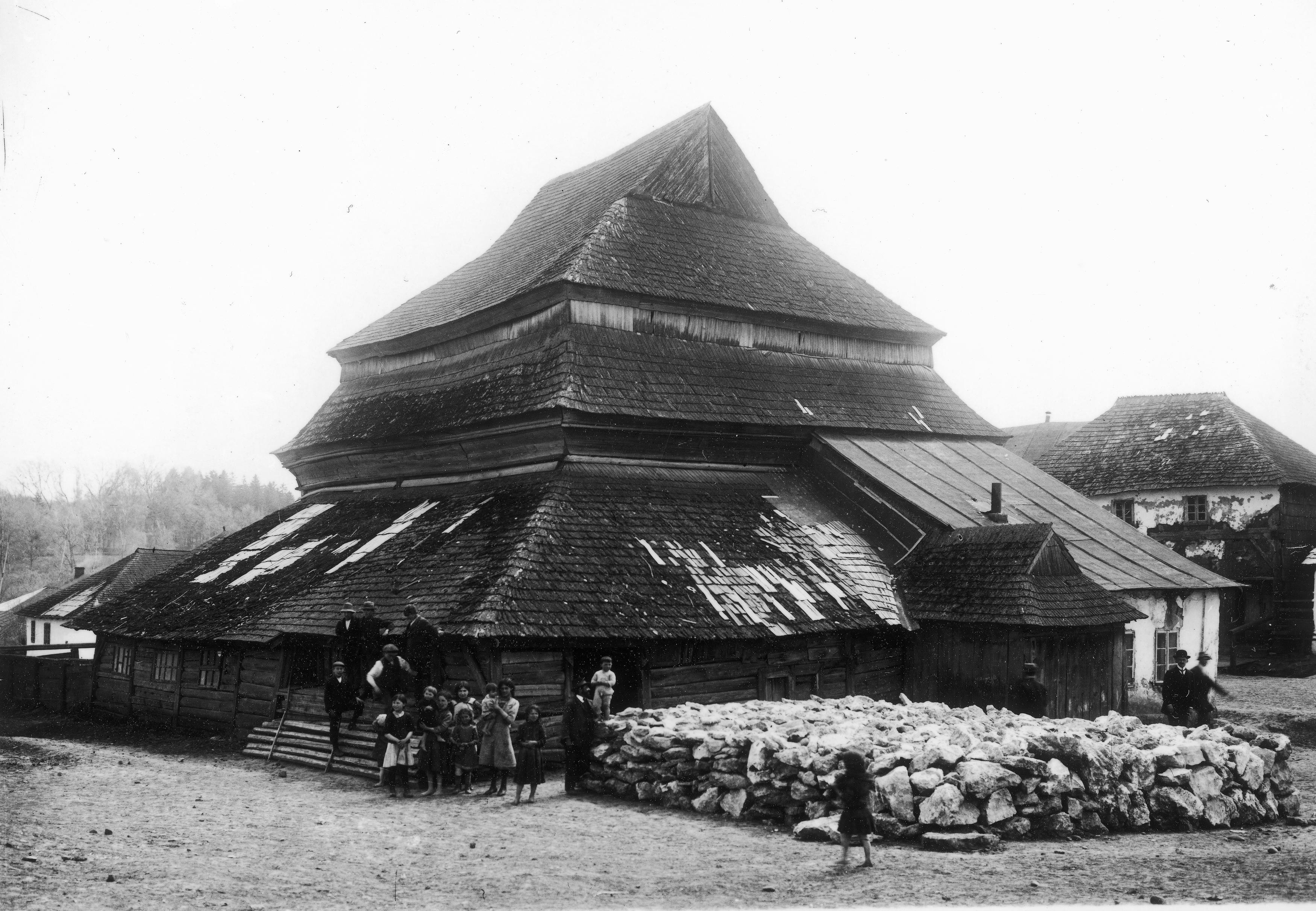
Synagoga w Gwoźdźcu

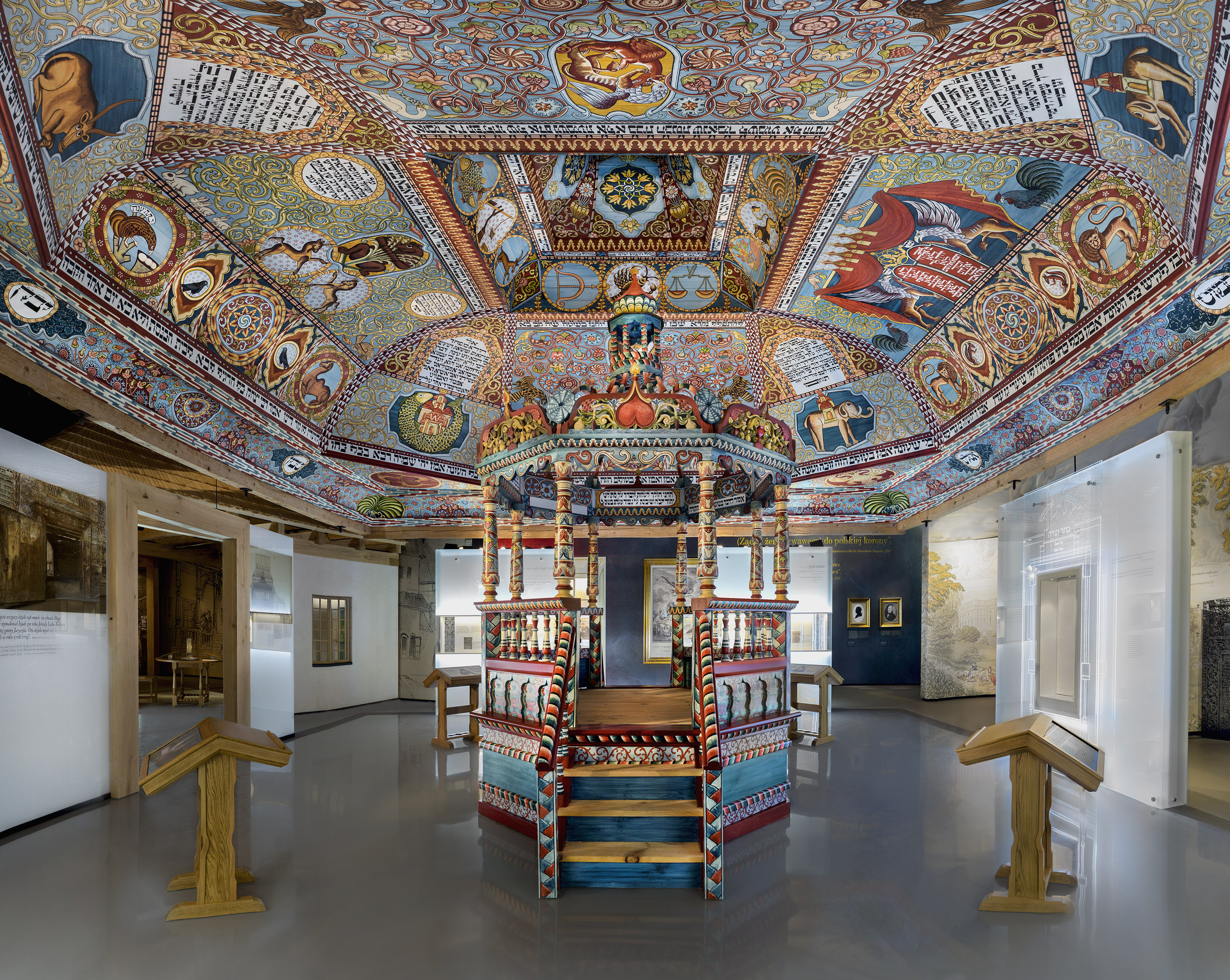
Zrekonstruowane sklepienie i bima w Muzeum Historii Żydów Polskich Polin

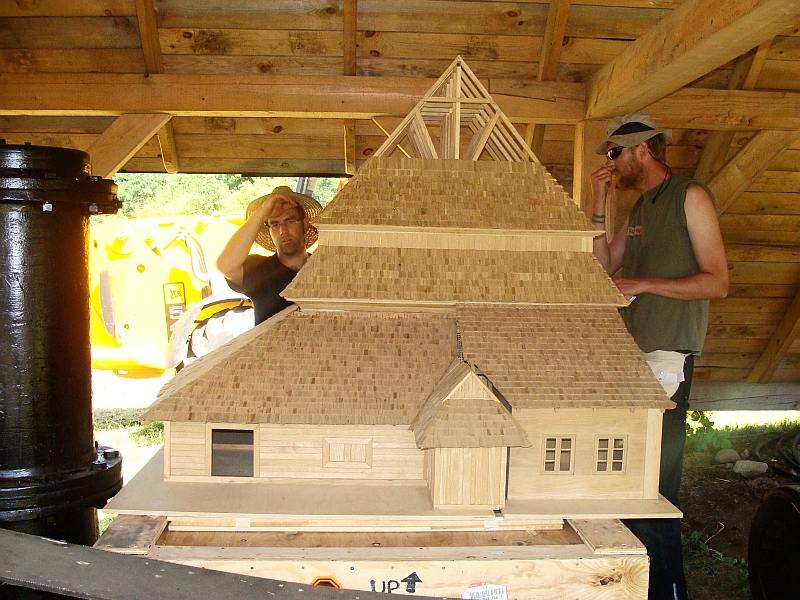
Model wykonany w Muzeum Budownictwa Ludowego w Sanoku

Synagoga w Gwoźdźcu – drewniana żydowska budowla sakralna, która znajdowała się w Gwoźdźcu (do 1945 powiat kołomyjski województwo stanisławowskie), obecnie Ukraina.
Synagoga została wzniesiona około 1640. Częściowo spalona w czasie I wojny światowej podczas pogromu wywołanego przez wojska rosyjskie. W okresie międzywojennym przystąpiono do odbudowy. Podczas II wojny światowej została całkowicie zniszczona przez Niemców.
W 2014 fragmenty zabytku kultury żydowskiej zostały zrekonstruowane w postaci sklepienia i bimy w warszawskim Muzeum Historii Żydów Polskich Polin.

## Architektura
Budynek o wysokości około 15 metrów został oryginalnie wzniesiony na planie kwadratu o wymiarach 11,30 × 11,30 m. Wówczas składał się jedynie z sali głównej o ścianach wykonanych w konstrukcji przysłupowej i sklepieniu kolebkowym. Zostało ono w 1729 przebudowane na sklepienie namiotowe o ośmiokątnej podstawie i kwadratowej górze, zwężające się do formy ślepo zakończonej „latarni”, również dołem ośmiobocznej, a górą kwadratowej. W XVIII wieku dobudowano również sień, babiniec i bóżniczkę zimową przy południowo-zachodnim narożu, służącą jako cheder oraz jako pomieszczenie modlitewne w okresie zimowym. Sień i babiniec były wzniesione w konstrukcji łątkowo-sumikowej, przedsionek w szkieletowej z deskowaniem, natomiast bóżniczka zimowa jako jedyna była murowana i posiadała ogrzewanie. W wyniku tych zmian powstała ostateczna asymetryczna bryła budynku. Przed 1910 budynek został odnowiony, lecz już w czasie I wojny światowej został spalony przez wojsko rosyjskie.
Wyposażeniem synagogi był dwukondygnacyjny, polichromowany aron ha-kodesz oraz bima w formie również polichromowanej ośmiobocznej altany z latarnią na szczycie. Ściany i sufity w całości pokryte były wielobarwnymi malowidłami o motywach biblijnych. Przedstawiały głównie rośliny i zwierzęta otaczające tablice z napisami, m.in. świętymi tekstami modlitw i pouczeń, a także z nazwiskami fundatorów. Wykonany po roku 1652 wystrój malarski wnętrza jest dziełem Icchaka Bera, jego syna, Izraela ben Mordechaja Liśnickiego z Jaryczowa, Izraela ben Mordechaja Szena i został odnowiony w 1729 przez Izaaka, syna Jehudy-ha-Kohena z Jaryczowa.

## Rekonstrukcja
Wykonana w latach 2010–2014 rekonstrukcja sklepienia była możliwa dzięki zachowanemu rękopisowi Karola Zyndrama Maszkowskiego (1868–1938). Maszkowski przebywał w Gwoźdźcu na jesieni roku 1891 zajmując się studium wystroju malarskiego synagogi. W latach 1898–1899 uzupełnił on swoje opracowanie rysunkami na zlecenie Polskiej Akademii Umiejętności. Wyniki badań Maszkowski przedstawił w pracy „Bóżnica drewniana w miasteczku Gwoźdźcu”.
Rekonstrukcja została zrealizowana staraniem Żydowskiego Instytutu Historycznego we współpracy z Handshouse Studio z Massachusetts (Stany Zjednoczone).
Prace rekonstrukcyjne zostały przeprowadzone z zastosowaniem tradycyjnych narzędzi i materiałów i były w znacznej części sponsorowane przez Irenę Platke. Roboty ciesielskie wykonano głównie na terenie Muzeum Budownictwa Ludowego w Sanoku, prace malarskie w wielu miejscowościach na terenie Polski i Stanów Zjednoczonych z udziałem studentów uczelni artystycznych.

## Galeria

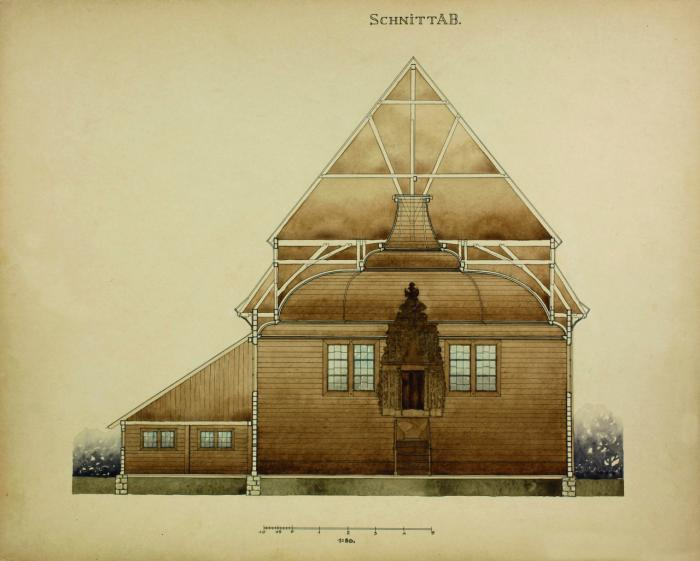
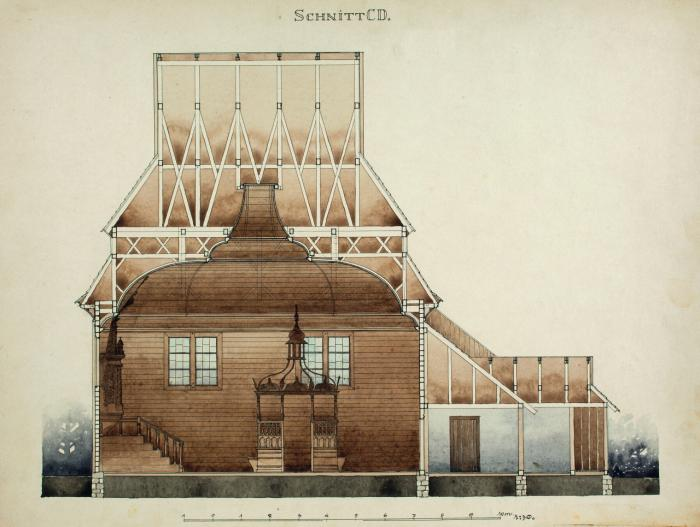
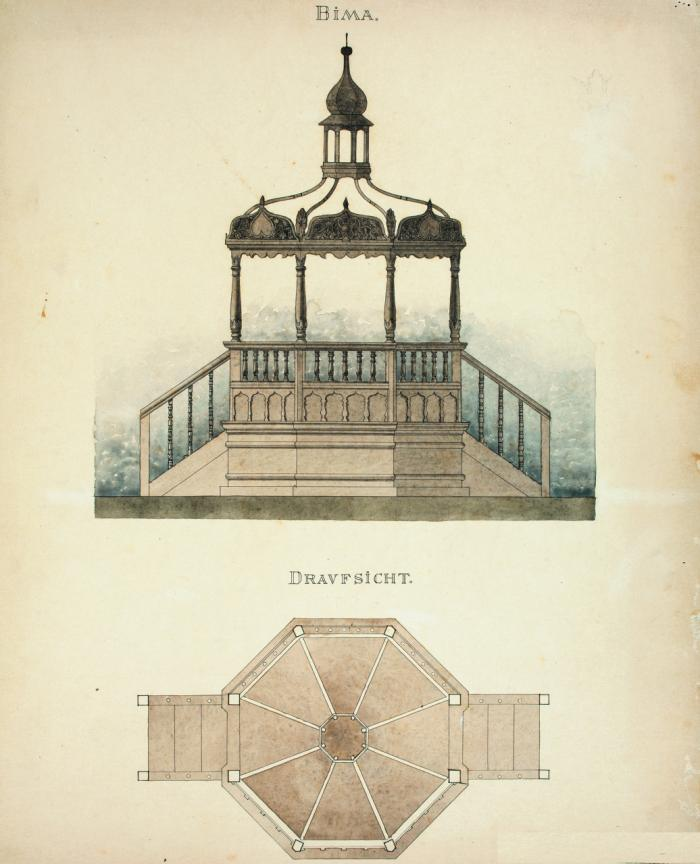
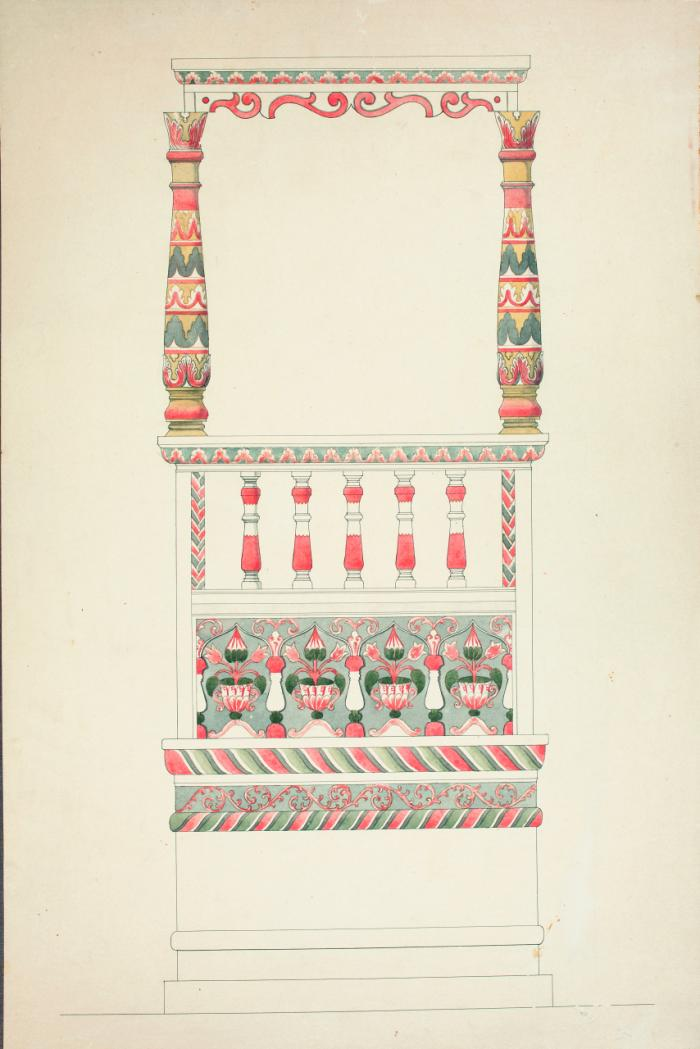
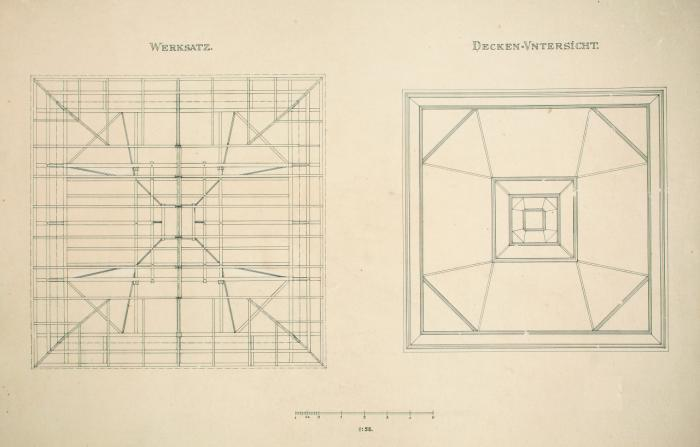
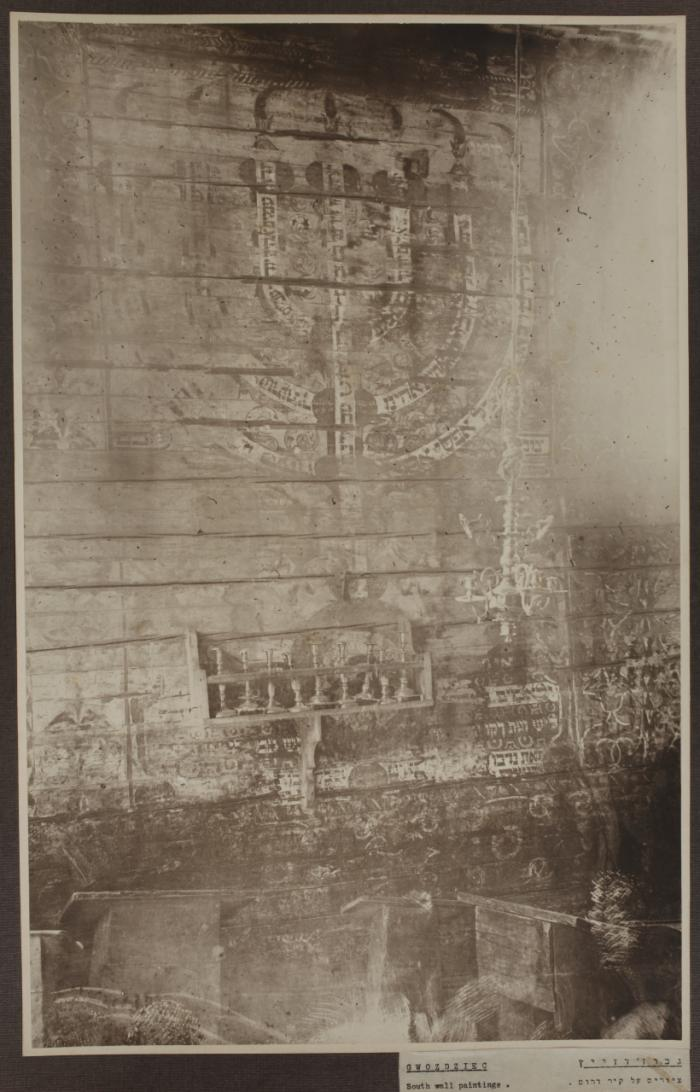
Dekoracje naścienne
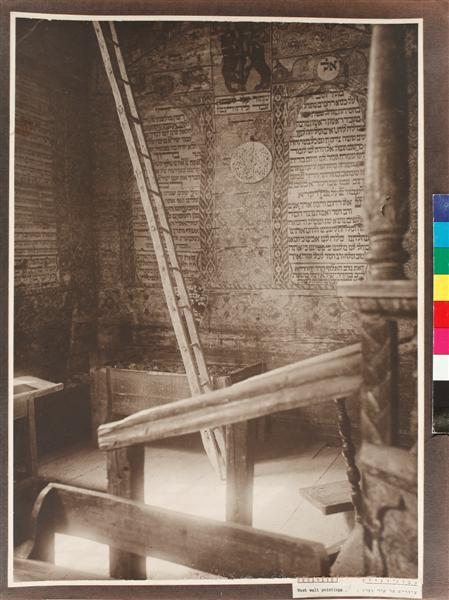
Dekoracje naścienne
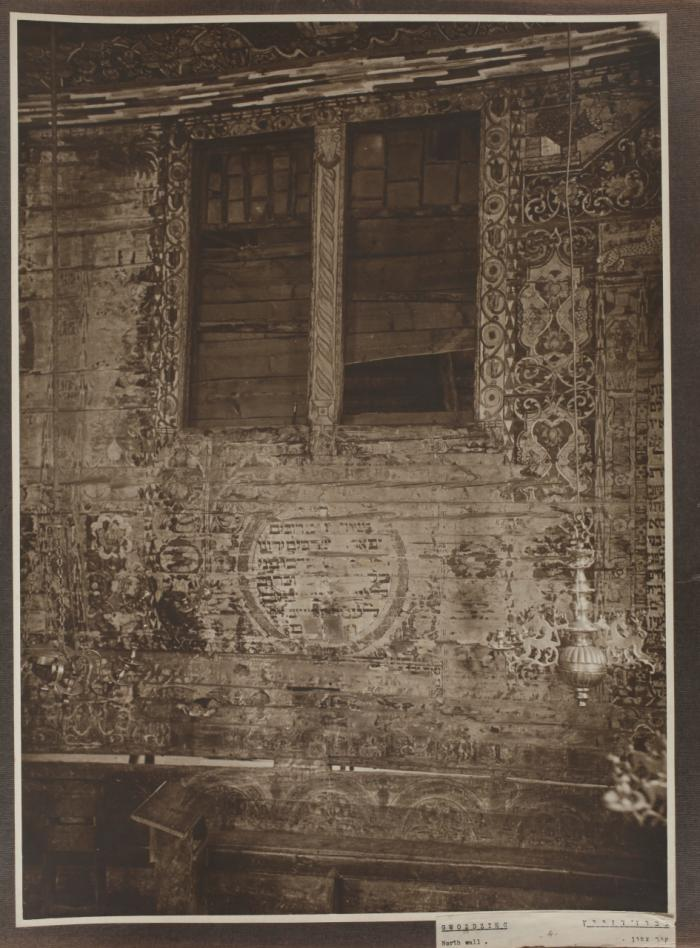
Dekoracje naścienne
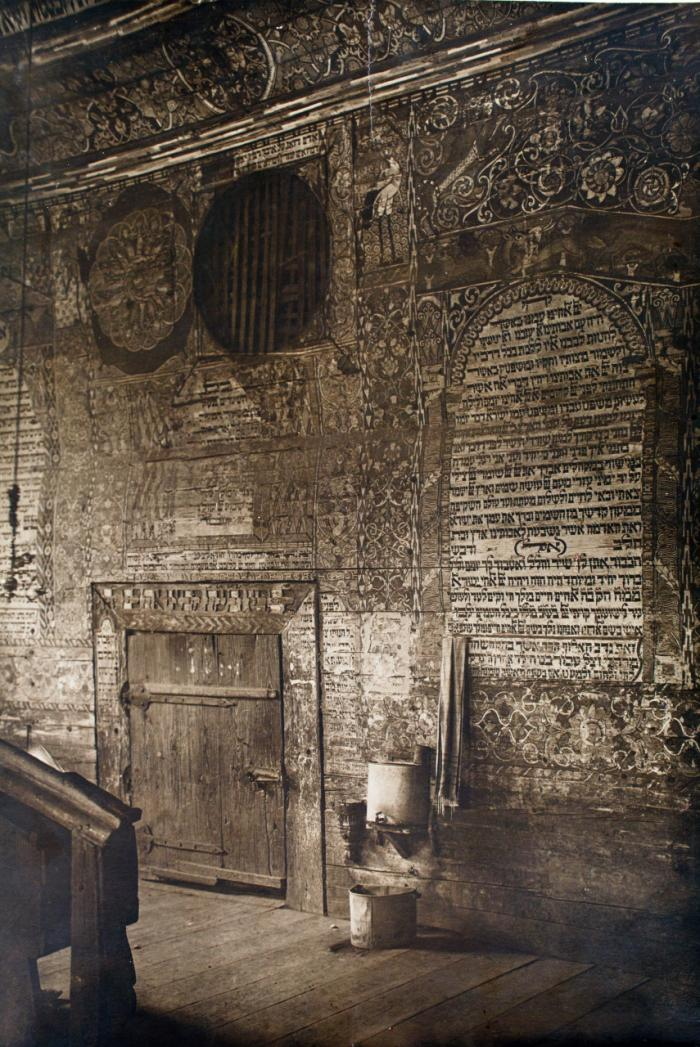
Dekoracje naścienne
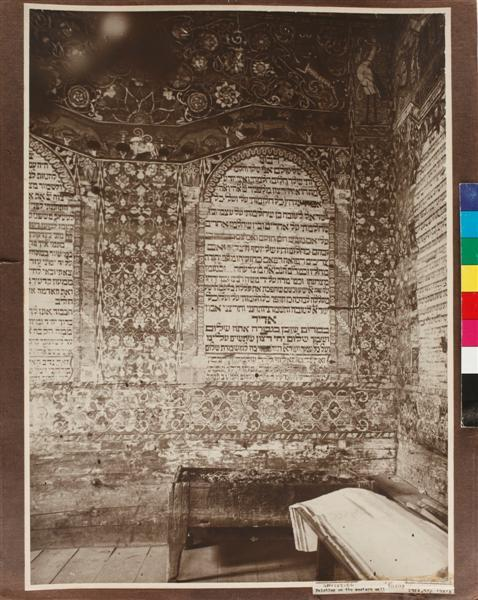
Dekoracje naścienne
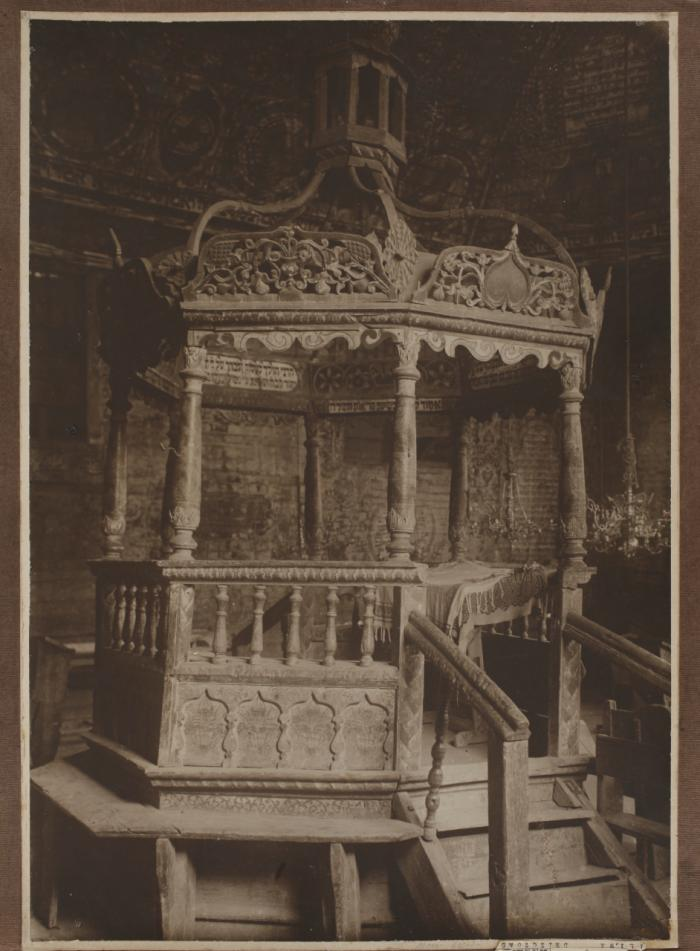
Bima